# Percy Rodrigues
Percy Rodrigues (Montreal, Quebec; 13 de junio de 1918-Indio, California; 6 de septiembre de 2007) fue un actor canadiense.

## Filmografía
- 1966: La fuerza de la nobleza (David Lowell Rich)
- 1968: El corazón es un cazador solitario (de  Robert Ellis Miller)
- 1976: El estrangulador invisible (de John Florea)
- 1982: El extraño pasajero (de Ulli Lommel)
- Star Trek, como el comodoro Stone.[1]